# Hercostomus weli
Hercostomus weli är en tvåvingeart som beskrevs av Yang och Saigusa 2000. Hercostomus weli ingår i släktet Hercostomus och familjen styltflugor. Inga underarter finns listade i Catalogue of Life.